# Hypoestes viguieri
Hypoestes viguieri är en akantusväxtart som beskrevs av Raymond Benoist. Hypoestes viguieri ingår i släktet Hypoestes och familjen akantusväxter. Inga underarter finns listade i Catalogue of Life.